# 長角窄胸紅螢
長角窄胸紅螢（学名：Ponyalis dolosa）为紅螢科窄胸紅螢屬下的一个种。